# DAF 2600
De DAF 2600 was een door de Eindhovense vrachtwagenfabrikant DAF ontworpen en gebouwde vrachtwagen voor het internationale transport.

## Baanbrekend model
De vrachtwagen werd geïntroduceerd op de RAI van 1962 en trok daar zeer veel belangstelling. Het was een van de eerste vrachtwagens die vanuit de chauffeur was ontworpen. Voor een vrachtwagen uit de jaren 60 was deze dan ook zeer ergonomisch, met alle hendels binnen handbereik, goed zicht rondom en bovendien relatief comfortabel dankzij de geveerde stoelen. Ook het verwarmings- en ventilatiesysteem was van hoge kwaliteit.
Het was de eerste vrachtwagen met een optionele slaapcabine. In deze cabine bevonden zich twee bedden boven elkaar, waarvan de bovenste opklapbaar was. De DAF 2600 wordt door velen beschouwd als de eerste moderne vrachtwagen en heeft zeker een impuls gegeven aan de opmars van het internationale transport via de weg.

## Evolutie
In 1968 werden enkele wijzigingen doorgevoerd: de wagens kregen een F toegevoegd vooraan de typebenaming, de oorspronkelijke honingraat-grille werd vervangen door een grille met drie horizontale lamellen. Aanvankelijk werd de auto geleverd met Leyland-motoren, die geleidelijk door op Leyland gebaseerde eigen ontwerpen werden vervangen. DAF ontwikkelde de DK-motor met 212 DIN-PK (230 SAE-PK) (paardenkracht), de DKA met 230 DIN-pk (250 SAE-PK) en in 1972 de zwaarste, de DKB met 304 DIN-pk (324 SAE-PK).
Tot aan 1973, toen de vrachtwagen werd opgevolgd door de DAF 2800, waren er zo'n 15.000 exemplaren geproduceerd.

## Galerij

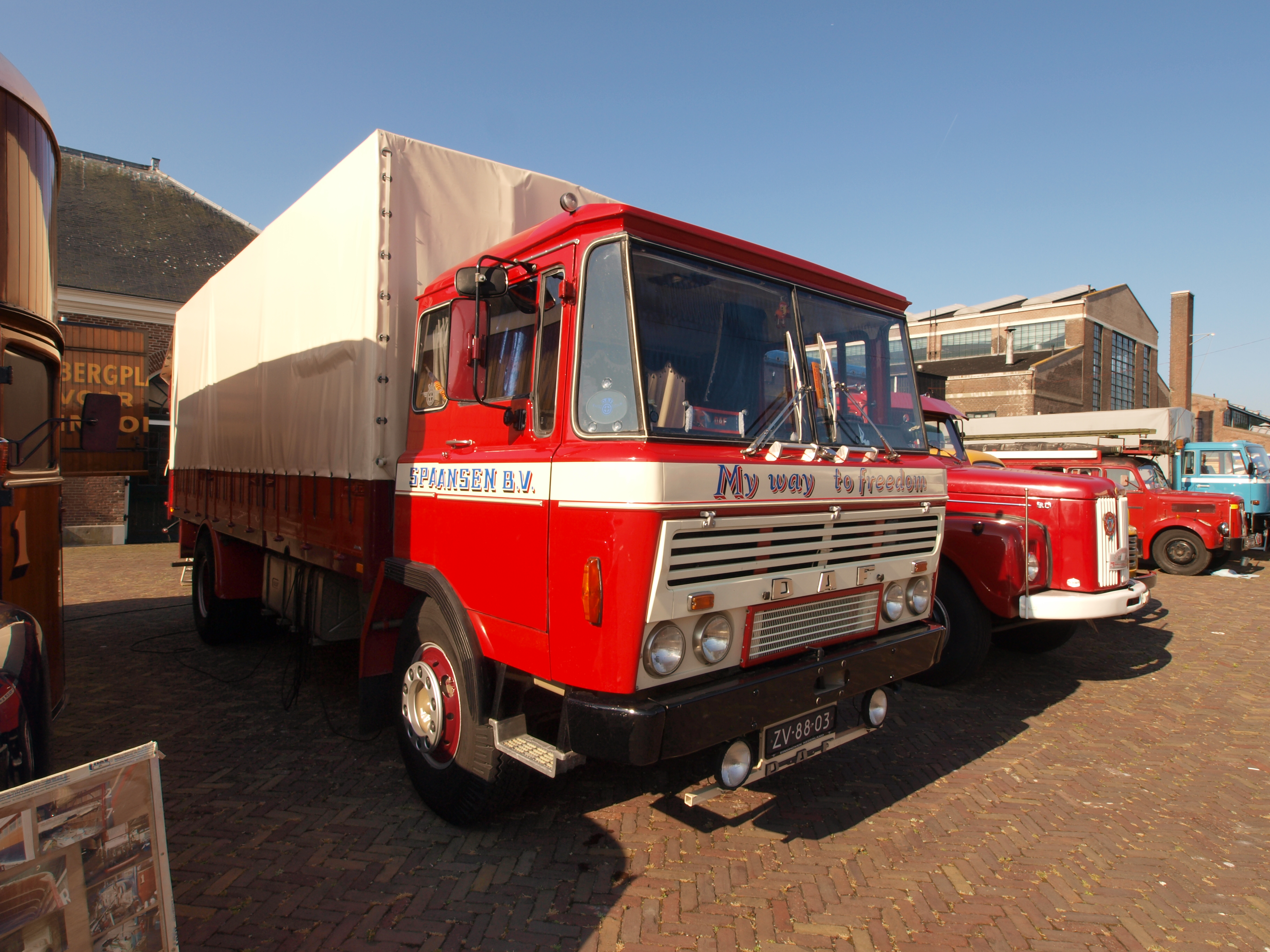
FA2600DK, 1970
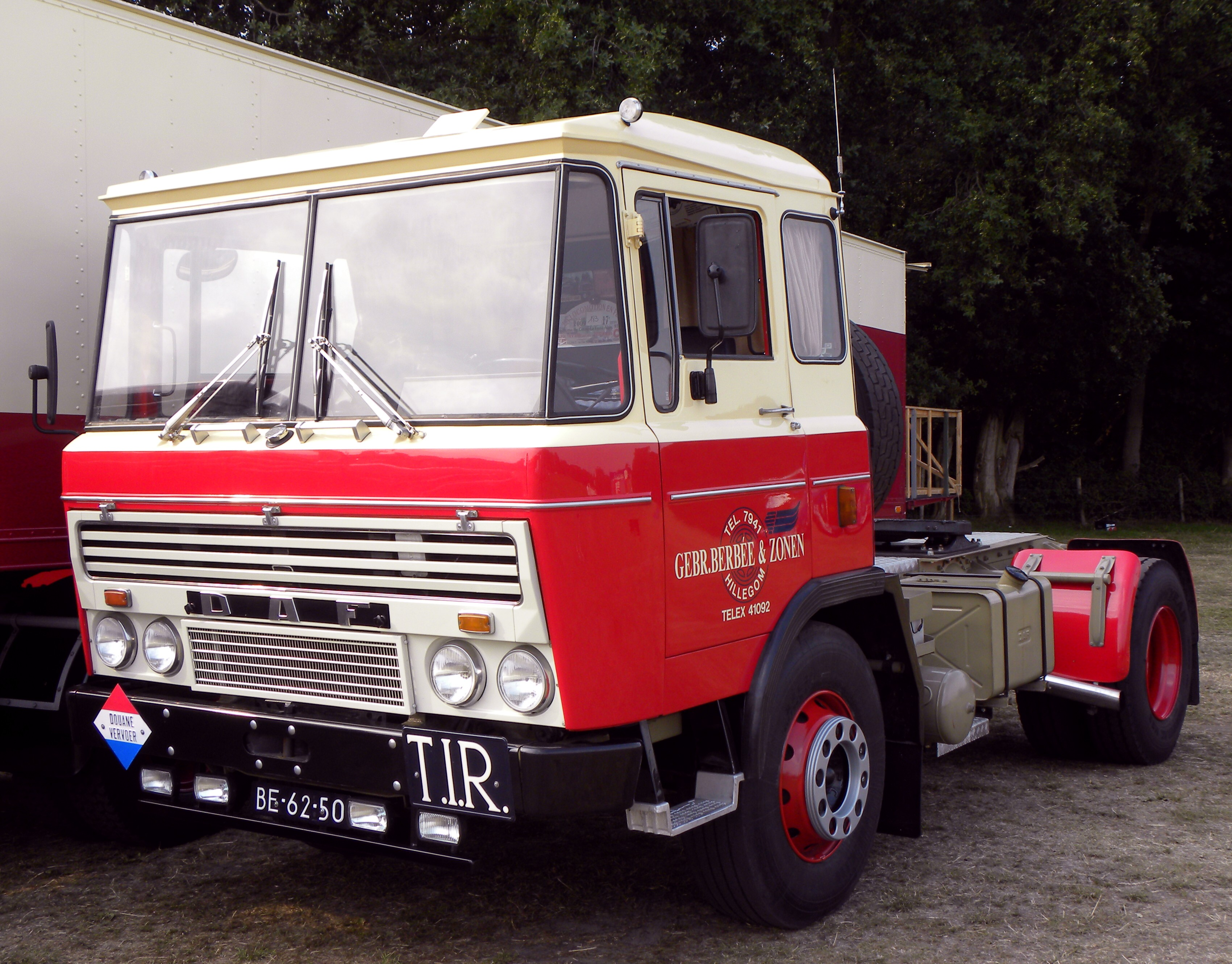
FT2600DKA
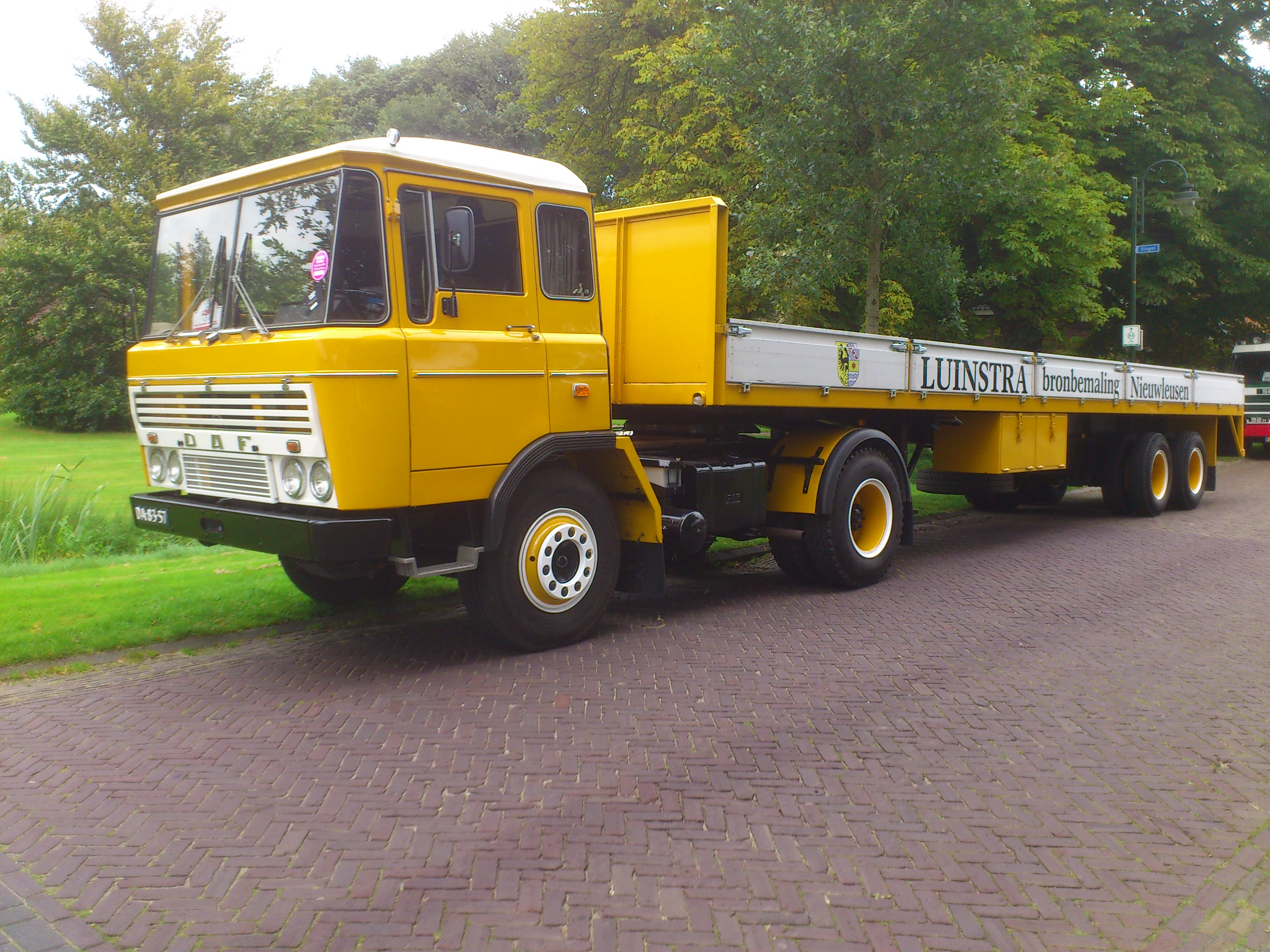
FT2600DKA met oplegger, 1972